# Габбард (Айова)
Габбард (англ. Hubbard) — місто (англ. city) в США, в окрузі Гардін штату Айова. Населення — 860 осіб (2020).

## Географія
Габбард розташований за координатами 42°18′22″ пн. ш. 93°18′5″ зх. д. / 42.30611° пн. ш. 93.30139° зх. д. (42.306110, -93.301302).  За даними Бюро перепису населення США в 2010 році місто мало площу 4,76 км², уся площа — суходіл.

## Демографія
Згідно з переписом 2010 року, у місті мешкало 845 осіб у 356 домогосподарствах у складі 219 родин. Густота населення становила 177 осіб/км².  Було 396 помешкань (83/км²).
Расовий склад населення:
| - 97,6 % — білих - 0,4 % — азіатів - 0,1 % — корінних американців - 0,1 % — чорних або афроамериканців - 1,1 % — осіб інших рас |

До двох чи більше рас належало 0,7 %. Частка іспаномовних становила 2,8 % від усіх жителів.
За віковим діапазоном населення розподілялося таким чином: 21,7 % — особи молодші 18 років, 50,5 % — особи у віці 18—64 років, 27,8 % — особи у віці 65 років та старші. Медіана віку мешканця становила 47,8 року. На 100 осіб жіночої статі у місті припадало 82,1 чоловіків;  на 100 жінок у віці від 18 років та старших — 79,4 чоловіків також старших 18 років.
Середній дохід на одне домашнє господарство  становив 59 859 доларів США (медіана — 48 864), а середній дохід на одну сім'ю — 73 546 доларів (медіана — 65 250). За межею бідності перебувало 4,2 % осіб, у тому числі 0,0 % дітей у віці до 18 років та 6,7 % осіб у віці 65 років та старших.
Цивільне працевлаштоване населення становило 408 осіб. Основні галузі зайнятості: освіта, охорона здоров'я та соціальна допомога — 23,8 %, виробництво — 12,5 %, будівництво — 11,8 %, транспорт — 11,3 %.